# Ellsworthova letecká základna
Ellsworthova letecká základna (anglicky Ellsworth Air Force Base; kód IATA je RCA, kód ICAO KRCA, kód FAA LID RCA) je vojenská letecká základna letectva Spojených států amerických, nacházející se šestnáct kilometrů jihovýchodně od města Rapid City v Jižní Dakotě (USA). Je domovskou základnou 28. bombardovacího křídla (28th Bomb Wing; 28 BW), které je podřízeno Velitelství vzdušného boje (Air Combat Command). 28 BW je jedním z pouhých dvou amerických strategických bombardovacích křídel, vyzbrojených nadzvukovými bombardéry Rockwell B-1 Lancer. Druhýn takovým je 7. bombardovací křídlo (7th Bomb Wing; 7 BW) sídlící na Dyessově letecké základně (Dyess Air Force Base) v Texasu.